# Tuscaloosa megye
Tuscaloosa megye az Amerikai Egyesült Államokban, azon belül Alabama államban található. Az állam nyugati-középső részén található és az állam legnagyobb egyetemének, az Alabamai Egyetemnek ad otthont. Tuscaloosa megye szülötte a Blues királynője, Dinah Washington (1924-1963), a huszadik század egyik legbefolyásosabb énekese, valamint a National Football League sztárja, John Stalls. A megye adott otthont a huszadik század vitathatatlanul leghíresebb egyetemi futballedzőjének, Paul "Bear" Bryantnek , valamint az állam első női kormányzójának, Lurleen Wallace-nek is. Tuscaloosa városa volt az állam fővárosa 1826 és 1845 között. Tuscaloosa megyét egy választott öttagú bizottság irányítja, és magában foglalja Coaling, Northport és Tuscaloosa bejegyzett városait. Megyeszékhelye és legnagyobb városa Tuscaloosa. Lakosainak száma 227 036 fő (2020. április 1.). Tuscaloosa megye Walker, Bibb, Jefferson, Hale, Greene, Pickens és Fayette megyékkel határos.

## Története
Tuscaloosa megye Alabama egyik legrégebbi megyéje. Az alabamai közgyűlés 1818. február 6-án létrehozta Tuscaloosa megyét a Creekek és Choctawok által átengedett területekből. A megye neve nagy valószínűséggel Tuskaloosa mississippi törzsfőnök nevéből származik, akit a Hernando de Soto spanyol felfedező parancsnoksága alatt álló csapatok öltek meg 1540-ben. A megye legkorábbi telepesei Virginiából, a Carolinából és Georgiából érkeztek. A legkorábbi városok közé tartozott Newton, Northport, Holt, Coaling és Tuscaloosa. Tuscaloosa városát 1826-ban jelölték ki az állam fővárosává, és 1845-ig töltötte be ezt a minőséget, amikor is a kormány székhelyét a központibb fekvésű Montgomery- be helyezték át. Míg Tuscaloosa az állam fővárosaként szolgált, 1827-ben kiadták az első állami egyetem alapító okiratát. 1831-ben az Alabamai Egyetem hivatalosan is megnyitotta kapuit 52 hallgató felvételével.
Tuscaloosát 1819-ben jelölték ki Tuscaloosa megye megyeszékhelyeként, 1822-ben pedig a megyeszékhelyet Newtonba helyezték át, mindössze néhány mérföldre Tuscaloosától. Néhány éven belül Newton beépült Tuscaloosa-ba, és 1826-ban ismét Tuscaloosa lett a megyeszékhely. Az 1840-es években végigsöpört tornádó során sok eredeti épület, köztük a bíróság is megsemmisült. A jelenlegi, modern téglaépületű bíróság épülete 1964-ben épült, és számos felújításon és bővítésen esett át.
Az 1960-as években Tuscaloosa a rendőrség erőszakos támadásainak helyszíne volt az Első Afrikai Baptista Egyház polgárjogi tüntetői ellen. Az esemény csúcspontja volt a város integrációját célzó Tuscaloosa Kampánynak , amely 1964. március 8-án kezdődött, Martin Luther King  Jr. irányításával. A Tuscaloosa Polgárok Cselekvő Bizottsága egész tavasszal tömeggyűléseket tartott a templomban, június 9-én pedig megközelítőleg 600 ember gyűlt össze a templomban, hogy felvonuljanak. Több tucat rendőr és mintegy 200 fehér állampolgár támadta meg őket, és 100 tüntetőt letartóztattak, 33-at pedig kórházba szállítottak a véres kedden.
2011. április 27-én hatalmas vihar sújtotta az Egyesült Államok délkeleti részét, amely számos erős tornádót okozott. Alabamában több mint 250 embert öltek meg, köztük 39 embert Tuscaloosában és a környező közösségekben.

## Népesség
A 2020-as népszámlálási becslések szerint Tuscaloosa megye lakossága 208 854 volt. A válaszadók 63,3 százaléka fehérnek, 32,2 százaléka afroamerikainak, 3,8 százaléka spanyolajkúnak, 1,7 százaléka két vagy több rasszúnak, 1,6 százaléka ázsiainak és 0,2 százaléka amerikai indiánnak vallotta magát. A megyeszékhely Tuscaloosa Tuscaloosa megye legnagyobb városa, becsült lakossága 100 633. A megye további jelentős lakossági központjai közé tartozik Northport, Holt, Coker , Lake View , Brookwood és Coaling. A háztartások medián jövedelme 54 283 dollár volt, szemben az állam egészére vonatkozó 52 035 dollárral, az egy főre jutó jövedelem pedig 27 609 dollár volt, szemben az állam egészének 28 934 dollárjával.
A megye népességének változása:
| Lakosok száma | 195 039 | 196 772 | 198 694 | 200 821 | 203 976 | 227 036 |
|               | 2010    | 2011    | 2012    | 2013    | 2015    | 2020    |

## Gazdaság
A gazdálkodás volt az uralkodó foglalkozás Tuscaloosa megyében a tizenkilencedik században, és a legjelentősebb mezőgazdasági termények a búza, a kukorica és a zab volt. Tuscaloosa megye szintén a Warrior Coal Field tetején található, és a szénbányászat a megye gazdasága számára is fontos volt. A megye északi részének kiterjedt erdőségei a 19. század elején-közepén is faipart hoztak a megyébe. A vízenergia bevezetésével a huszadik század elején fellendült az ipari növekedés. Ma a megye gazdasága sokszínű és bővülő, különösen az Interstate 20/59 Ipari Folyosó mentén, ahol autóalkatrészeket , elektronikai cikkeket, műanyagokat, faipari termékeket, élelmiszereket és vegyi anyagokat gyártanak. Az egészségügy és az oktatás a nem mezőgazdasági munkaerő nagyjából 30 százalékát teszi ki, Tuscaloosa megye pedig jelentős beruházásokat vont be németországi és japán cégektől.

## Foglalkoztatás
A 2020-as népszámlálási becslések szerint Tuscaloosa megyében a munkaerő a következő ipari kategóriák között oszlik meg:
- Oktatási szolgáltatások, valamint egészségügyi és szociális segélyek (29,1 százalék)
- Feldolgozóipar (14,7 százalék)
- Kiskereskedelem (11,1 százalék)
- Művészetek, szórakoztatás, rekreáció, valamint szállás- és étkezési szolgáltatások (9,5 százalék)
- Szakmai, tudományos, gazdálkodási, valamint adminisztratív és hulladékgazdálkodási szolgáltatások (7,8 százalék)
- Építőipar (7,2 százalék)
- Pénzügy és biztosítás, valamint ingatlan, bérbeadás és lízing (4,4 százalék)
- Szállítás és raktározás, valamint közművek (4,4 százalék)
- Egyéb szolgáltatások, kivéve a közigazgatást (4,3 százalék)
- Közigazgatás (3,2 százalék)
- Nagykereskedelem (1,9 százalék)
- Információ (1,2 százalék)
- Mezőgazdaság, erdőgazdálkodás, halászat és vadászat , valamint kitermelő (1,1 százalék)

## Oktatás
A Tuscaloosa megyei iskolarendszer 30 általános és középiskolát, a Tuscaloosa városi iskolák pedig 20 általános és középiskolát felügyelnek. Tuscaloosa városában három felsőoktatási intézmény működik. Az Alabamai Egyetem az állam legnagyobb kutatóegyeteme és Alabama első állami főiskolája. A megye ad otthont a Stillman College- nak is , amely egy történelmileg feketéket képző , négyéves bölcsészeti intézmény, valamint egy kétéves, tudományos és műszaki képzési programokat kínáló Shelton State Community College .

## Földrajz
Az 1336 négyzetmérföldet foglal magába Alabama nyugati-középső részén, Tuscaloosa megye területe a második legnagyobb megye az államban. A megye az Atlanti-óceáni síkság régiójának Cumberland-fennsík és Kelet-öböl-parti síkság fiziográfiai szakaszain terül el , ami változatos földrajzi fekvést eredményez, amely északkeleten erdős és dombos, délnyugaton pedig alacsony fekvésű és esetenként mocsaras. A megye északon Fayette és Walker megyével, keleten Jefferson és Bibb megyével, délen Hale megyével , délnyugaton Greene megyével és nyugaton Pickens megyével határos .
A Black Warrior River rendszer a legnagyobb vízválasztó teljesen Alabama határain belül , és három forrásból ered: Locust Fork, Mulberry Fork és Sipsey Fork. A Mulberry Fork folyó és mellékfolyói az egész Tuscaloosa megyében folynak. Tuscaloosa városa közelében a Black Warrior River átfolyik a választóvonalon , amely két geológiailag eltérő kontinentális felszín találkozásánál található, amelyek Alabamában elválasztják a megemelkedett és dombos Cumberland-fennsíkot a keleti öböl-parti síkságtól. Az Upper Tombigbee vízgyűjtő Tuscaloosa megye nyugati felének egy részét elvezeti, a Tombigbee folyót pedig létfontosságúnak tartják az ökológiai sokféleség szempontjából. Bár a folyó vízi biodiverzitása magas, mivel hosszú ideig viszonylag mentes maradt a jelentősebb változásoktól, sok hal- és kagylófaj jelenleg veszélyben van.
Az Interstate 20/59 Tuscaloosa megye egyik fő közlekedési útvonala, délnyugat-északkelet irányú. A 11-es amerikai autópálya az Interstate 20/59-en fut. A 43-as US Highway észak-déli irányban halad át a megye közepén, a US 82-es főút pedig kelet-nyugati irányú, Tuscaloosa megyét felosztva. A Tuscaloosa Regional Airport az egyetlen repülőtér Tuscaloosa megyében, és főleg légi árufuvarozásra és magánlégi forgalomra használják.

## Események és látnivalók
Tuscaloosa megyébe számos kikapcsolódási lehetőség kínálkozik. A Lurleen Wallace kormányzóról elnevezett Lake Lurleen State Park körülbelül 10 percre található Tuscaloosa belvárosától, és 1600 hektáron kempingezésre és túrázásra, egy 250 hektáros tó pedig úszásra és horgászatra kínál lehetőséget. Tuscaloosától 25 mérföldre délre található a Moundville Régészeti Park , amely az Alabama Természettudományi Múzeum része, és egy mississippi település helyszíne. A 320 hektáros park természeti ösvényeket, indián falurekonstrukciókat és egy múzeumot tartalmaz, amely a környék indián kultúráival kapcsolatos tárgyakat és dokumentumokat tárolja. A Tannehill Ironworks Historical State Park egy része, amely a polgárháború előtti Tannehill Iron Works köré épült, a keleti Tuscaloosa megye erdős dombjain terül el, bár a park nagy része a szomszédos Jefferson megyében található.

 A park a Konföderáció emlékművét tartalmazza, és kempingezést, túrázást, golfozást, túrázást és úszást kínál. A parkban a különleges események közé tartozik a polgárháborús csata éves újrajátszása és a havi kereskedelmi napok. Tuscaloosa megye további szabadtéri rekreációs területei közé tartozik a Tuscaloosa-tó, a Holt-tó és a Nichol-tó. Ezenkívül a Tuscaloosa Megyei Park- és Rekreációs Hatóság 31 kis nyilvános parkot üzemeltet, összesen 1700 hektáron.
Tuscaloosa megye számos múzeumnak, kulturális központnak és történelmi helyszínnek ad otthont, amelyek közül többről a Tuscaloosa Civil Rights Trail- en emlékeznek meg. Az Alabamai Egyetem campusán, Smith Hallban található Alabama Természettudományi Múzeum fosszíliákat, sziklákat és ásványokat mutat be. A Mildred Westervelt Warner Közlekedési Múzeum ünnepli a közlekedésnek Tuscaloosa történelmében és kultúrájában betöltött szerepét. A tuscaloosai Murphy-Collins House -ban található Murphy Afro-amerikai Múzeumban William J. Murphy, az első engedéllyel rendelkező afroamerikai temető volt Alabamában, és Murphy család emléktárgyait, valamint a századforduló tehetős afroamerikaiak életmódját reprezentáló egyéb tárgyakat mutat be. A Crimson Tide futball több mint 100 éves fennállását és többszörös nemzeti bajnokságot ünneplő Paul W. Bryant Múzeum az Alabamai Egyetem campusán Bear Bryant irodájának újjáépítésének ad otthont más futball-emléktárgyakkal együtt. A Children's Hands-On Museum gyakorlati kiállításokon, programokon és különleges eseményeken keresztül oktatási élményt nyújt minden korosztály számára.

További érdekes helyek és események közé tartozik a Northport-i Kentuck Művészeti Központ . A galéria havonta változó, regionális művészek kiállításait mutatja be, és ad otthont az éves Kentuck Művészeti Fesztiválnak. A vance-i Mercedes-Benz Látogatóközpontban a látogatók bejárhatják az üzemet, és nyomon követhetik a Mercedes-Benz történetét 1886-tól napjainkig. Tuscaloosa megye számos történelmi épületnek ad otthont, köztük a Jemison-Van de Graaff-kúriának

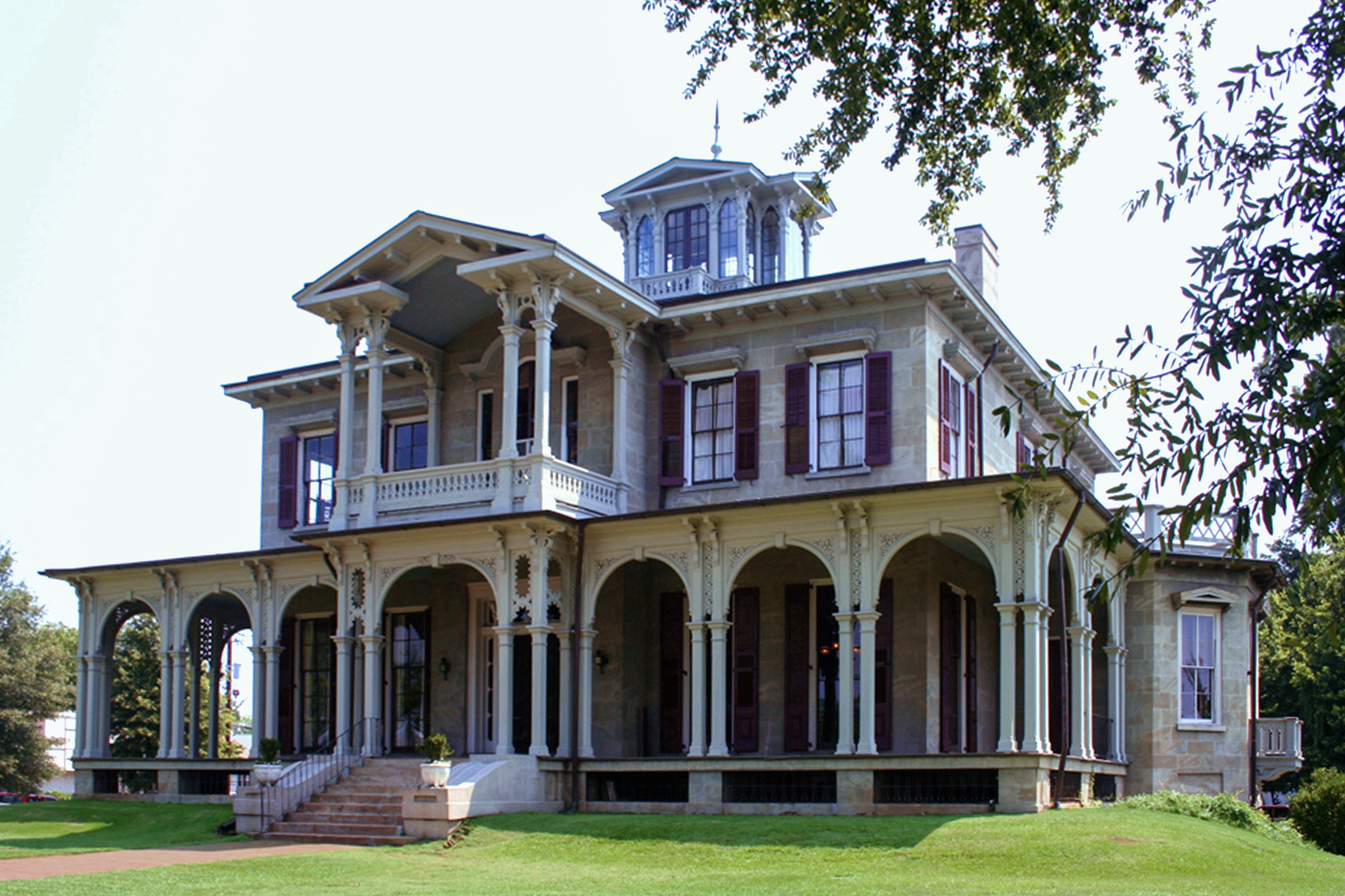
Jemison Van de Graaff Mansion

 az Old Tavernnek , a Historic Drish House-nak

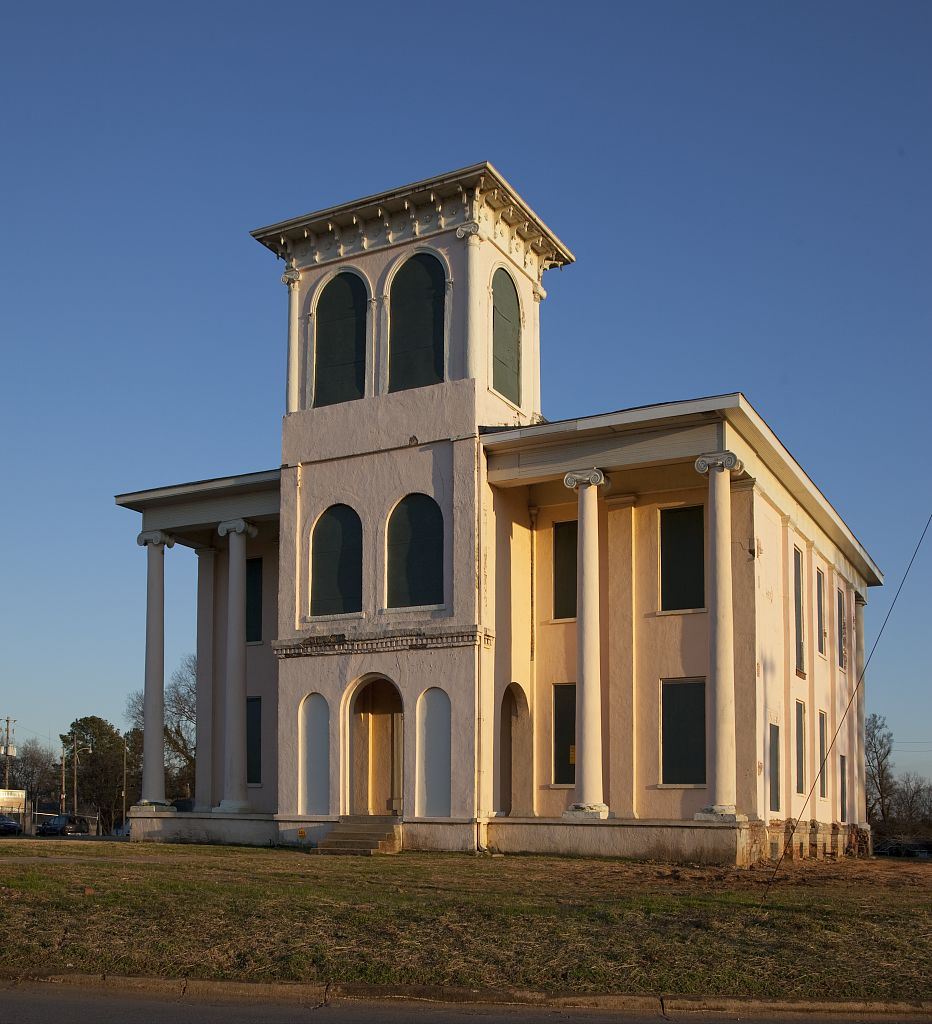
Drish House

 és a Battle-Friedman-háznak Tuscaloosában

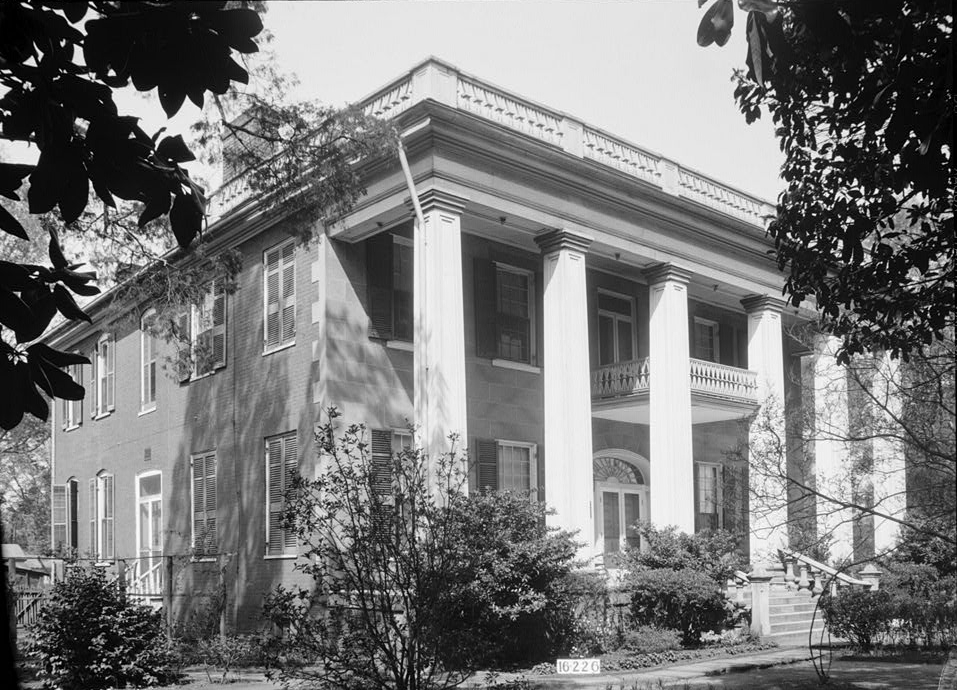
Battle-Friedman House

 valamint a Denny Chimes-toronynak

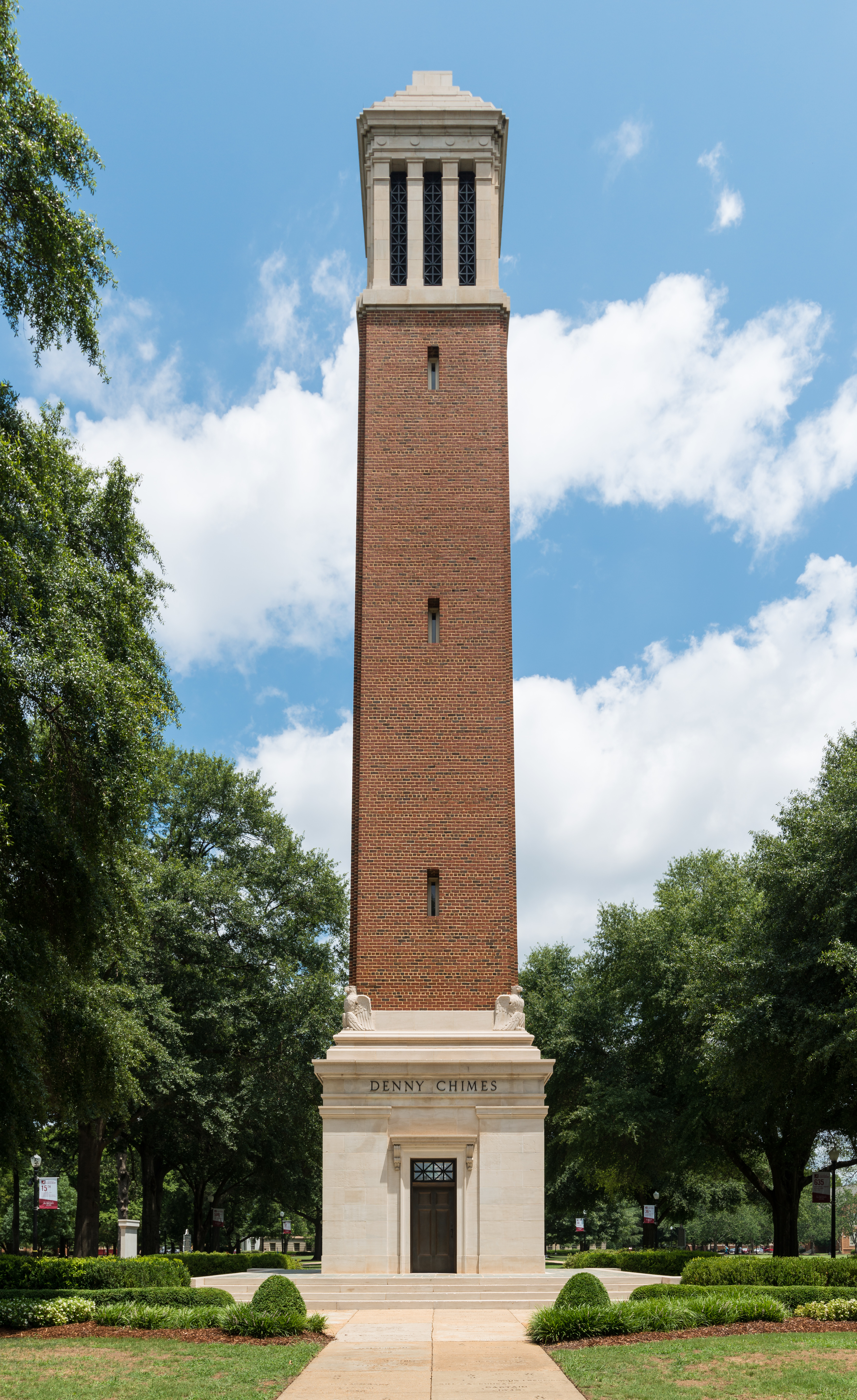
Denny Chimes torony

 és a Gorgas-háznak az Alabamai Egyetem campusán.

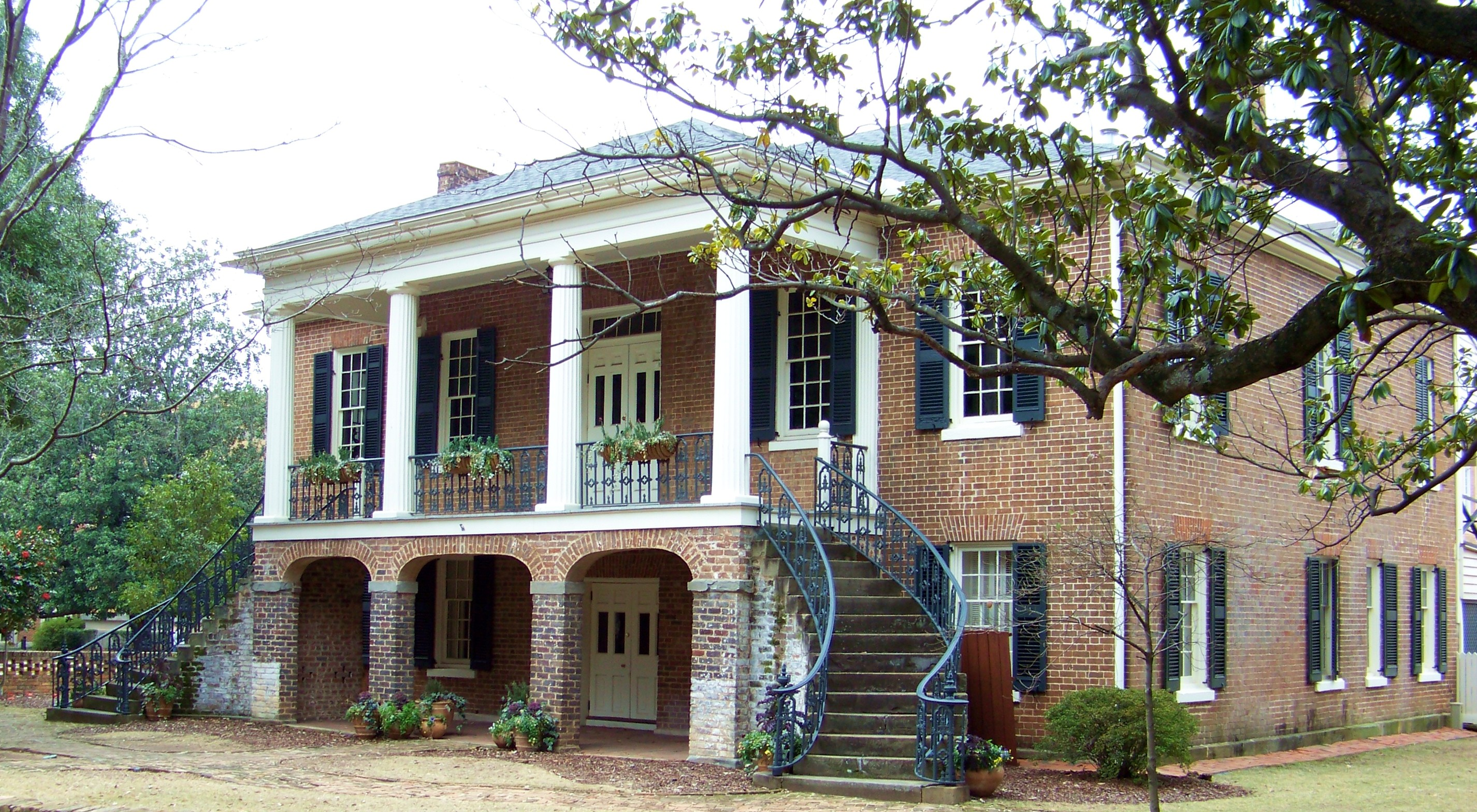
Gorgas House Tuscaloosa